# Женщины с балкона
«Женщины с балкона» (фр. Les Femmes au balcon) — художественный фильм французского режиссёра Ноэми Мерлан по сценарию Селин Сьяммы, с Сухейлой Якуб и Сандой Кодряну в главных ролях. Премьера состоялась в мае 2024 года на Каннском кинофестивале.

## Сюжет
Фильм изначально позиционировался как комедийный триллер. 
Во время 46-градусной жары в Марселе трое подруг — Николь (начинающая писательница, работающая над историей о романе между застенчивой женщиной и её соседом), веб-кам модель Руби и небрежная Элиза (актриса, всё ещё находящаяся в образе только что сыгранной Мэрилин Монро и состоящая в сложных отношениях с адвокатом Полем) — томятся в квартире, наблюдая с балкона за загадочным соседом напротив, о котором предаются фантазиям.
После незначительного ДТП с участием Элизы сосед приглашает девушек в гости. В его квартире, которая одновременно является фотостудией, проходит пьяный вечер. Когда Элиза и Николь уходят спать, Руби остаётся на фотосессию. Через несколько часов она возвращается в полубессознательном состоянии, окровавленная — как выясняется, случайно убившая соседа при попытке изнасилования.
Утром, вернувшись на место преступления, подруги обнаруживают жуткую сцену: тело Маньяни подвешено на шесте с отсутствующей частью гениталий. Они принимаются за уборку, пряча тело в морозильник (Николь находит недостающую часть и временно кладёт в контейнер для еды).
Параллельно разворачиваются другие драмы: Поль преследует Элизу, которая оказывается беременной, и насилует её в отеле; Николь начинают преследовать призраки насильников, включая дух убитого соседа.
Руби рассказывает о пережитом насилии, женщины избавляются от тела (расчленяя его и сбрасывая в воду в чемодане), Элиза делает аборт и бросает Поля, а Николь заставляет призраков признать вину и исчезнуть. Завершающий кадр: подруги гуляют по городу, где всё больше женщин выходят на улицы с обнажённой грудью, празднуя новую жизнь.

## В ролях
- Сухейла Якуб — Руби
- Санда Кодряну — Николь
- Ноэми Мерлан — Элиза
- Лукас Браво — Маньяни, сосед

## Релиз и восприятие
Премьера картины состоялась в мае 2024 года на Каннском кинофестивале, в рамках программы «Полуночные показы». Критики заранее отнесли «Женщин на балконе» к главным фестивальным премьерам года.